# JZ Zaher
Joseph Raji "JZ" Zaher, né le 1er juillet 2004 à Fenton dans le Michigan, est un joueur professionnel américain de basket-ball évoluant au poste de meneur.
Il est le neveu de Tom Gores (en), le propriétaire des Pistons de Détroit.

## Biographie

### Carrière junior
JZ Zaher évolue avec l'équipe du lycée de Powers Catholic High School à Flint dans le Michigan. En 2022, il rejoint l'équipe de l'Université de l'Est du Michigan, à savoir les Eagles d'Eastern Michigan. Il ne dispute que deux matchs avec les Eagles durant la saison 2022-2023.
En 2023, il rejoint l'Université d'État de Bowling Green où il joue avec les Falcons de Bowling Green. Il dispute la saison 2023-2024 avec des moyennes par match de 0,7 points en seulement sept matchs disputés.
En avril 2024, il se déclare candidat pour la draft de la NBA et devient le premier joueur des Eagles à être candidat à la draft.

### Carrière professionnelle
JZ Zaher n'est pas sélectionné lors de la draft 2024 de la NBA.
Le 27 octobre 2024, les Blue Coats du Delaware l'intègre dans leur effectif en tant que joueur disponible. Le 7 novembre 2024, son contrat est désigné comme coupé. Il est rappelé le 8 février 2025 et de nouveau coupé cinq jours plus tard. Il n'a disputé qu'un match le 12 février 2025 face au Cruise de Motor City où il n'a joué que 35 secondes.

## Palmarès et Distinctions

### Palmarès
Néant.

### Distinctions personnelles
Néants.

## Statistiques

### En universitaire
| Gras/Meilleures performances | [ 8 ] |

| Saison    | Équipe           | Matchs | Titul. | Min./m | % Tir | % 3pts | % LF | Rbds/m. | Pass/m. | Int/m. | Ctr/m. | Pts/m. |
| --------- | ---------------- | ------ | ------ | ------ | ----- | ------ | ---- | ------- | ------- | ------ | ------ | ------ |
| 2022-2023 | Eastern Michigan | 2      | 0      | 1,0    | 0     | -      | -    | 0       | 0       | 0      | 0      | 0      |
| 2023-2024 | Bowling Green    | 7      | 0      | 4,4    | 12,5  | 12,5   | 40,0 | 1,0     | 0       | 0,1    | 0      | 0,7    |
| Total     | Total            | 9      | 0      | 3,7    | 12,5  | 12,5   | 40,0 | 0,8     | 0       | 0,1    | 0      | 0,6    |

### En NBA Gatorade League
| Gras/Meilleures performances | [ 9 ] |

| Saison    | Équipe   | Matchs | Titul. | Min./m | % Tir | % 3pts | % LF | Rbds/m. | Pass/m. | Int/m. | Ctr/m. | Pts/m. |
| --------- | -------- | ------ | ------ | ------ | ----- | ------ | ---- | ------- | ------- | ------ | ------ | ------ |
| 2023-2024 | Delaware | 1      | 0      | 1,0    | 0     | -      | -    | 0       | 0       | 0      | 0      | 0      |
| Total     | Total    | 1      | 0      | 1,0    | 0     | -      | -    | 0       | 0       | 0      | 0      | 0      |